# Nadaco
Els nadaco, també coneguts com a anadarko, eren una tribu d'amerindis dels Estats Units de Texas oriental. El seu nom, Nadá-kuh, significa "lloc dels borinots."

## Història
Els Nadaco formaven part de la branca oriental de la federació hasinai dins la Confederació Caddo.
Els exploradors espanyols van trobar la tribu en 1542 a l'est de Texas. Al voltant de 1700 es van unir als hasinai però mantingueren la seva identitat i cultura diferents. En 1716 els monjos espanyols fundaren la missió de San Jose per servir a les tribus nadaco i nasoni. Pel 1787 vivien en viles al voltant del riu Sabine a la part septentrional del comtat de Panola (Texas).
Quan la Independència de Texas el 1836, la tribu s'havia traslladat als meandres del riu Trinity. Durant l'hivern de 1838-1839 els texans va obligar els nadaco a abandonar les seves terres ancestrals i marxar a Territori Indi. Disgustats per les dures condicions en territori indi, la tribu va tornar a Texas el 1843, instal·lant-se al llarg del riu Brazos. Després que Texas es va convertir en estat, el govern federal dels Estats Units va signar un tractat amb els nadaco i tribus veïnes; però, les seves terres van ser aviat envaïdes per colons euroamericans.
En 1859 els nadaco foren una vegada més traslladats a Territori Indi, a terres vora l'Agència Wichita. El seu principal líder Iesh fou assassinat en 1862, i bona part de la tribu va fugir a Kansas per evitar les hostilitats de la Guerra Civil. Van tornar el 1867. El 1862 es va establir la reserva Wichita-Caddo, i els nadaco es van unir a la major Nació Caddo.
En 1950, uns 449 nadacos vivien al comtat de Caddo (Oklahoma).
Actualment, els nadaco estan registrats com a membres de la tribu reconeguda federalment Nació Caddo d'Oklahoma, amb seu a Binger, Oklahoma.

## Sinonímia
Endemés de nadaco i anadarko, la tribu també ha estat coneguda com a Nadacoco, Nadan, Nadargoe, Nondacao, Nondaco, i Nadarko.

## Toponímia
Anadarko, Oklahoma rep el nom per la tribu. Un acudit que podria tenir certa veracitat històrica és que quan es va fundar la ciutat, els residents van indicar que seria convenient nomenar la ciutat després d'"un nadarko." Una altra possibilitat és que la "A" addicional va ser un simple error administratiu.
Anadarko Creek, un afluent alt del riu Angelina a Texas també rep el nom per la tribu.